# Betasuchus
Betasuchus is een geslacht van theropode dinosauriërs dat tijdens het Late Krijt leefde in het gebied van het huidige Nederland. De typesoort is Megalosaurus bredai, die als Betasuchus bredai de enige soort van het geslacht is. Betasuchus bredai is de enige Nederlandse dinosauriërsoort die althans door sommige onderzoekers als geldig beschouwd wordt.

## Naamgeving en vondst
In het begin van de 19e eeuw verwierf de Nederlandse bioloog en geoloog Jacob Gijsbertus Samuël van Breda, een van de toenmalige directeuren van het Teylers Museum te Haarlem, een fossiel botfragment voor zijn persoonlijke verzameling, dat opgegraven was in de St. Pietersberg bij Maastricht. Na zijn dood in 1867 werd een deel van zijn collectie in 1871 door de executeur-testamentair verkocht aan het British Museum of Natural History, het huidige Natural History Museum. In 1883 beschreef de Britse paleontoloog Harry Seeley het fragment als een nieuwe soort van Megalosaurus: M. bredai. De soortnaam eert Van Breda.

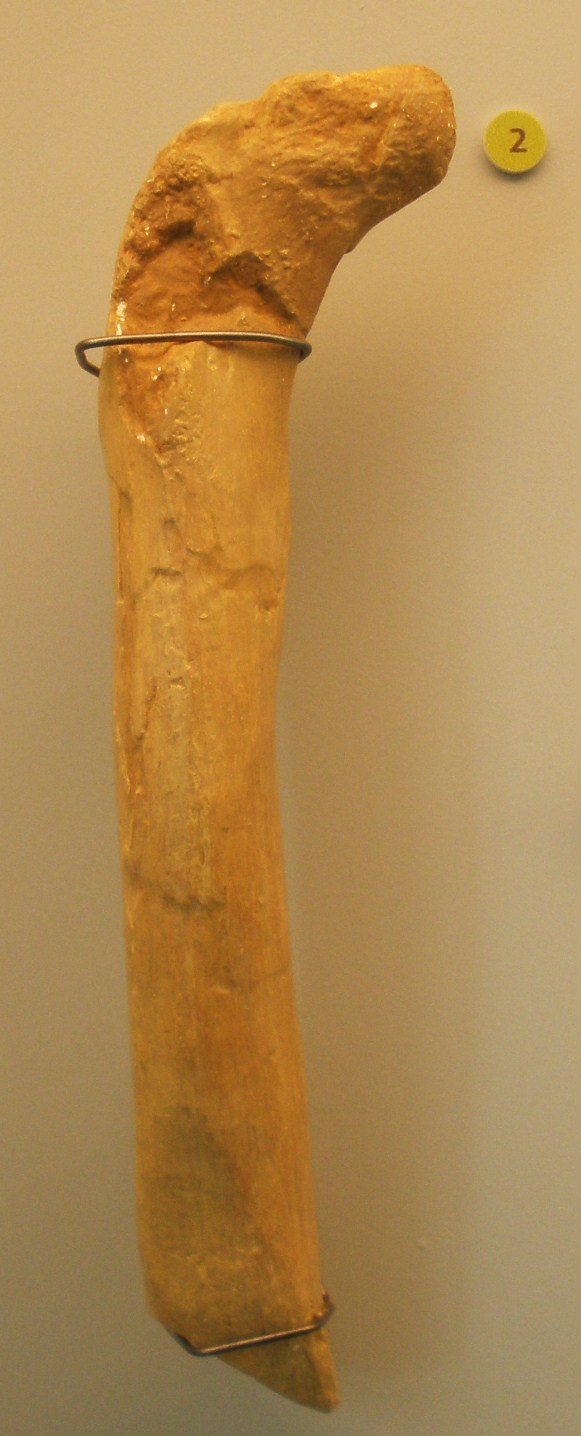
Afgietsel van het dijbeen, van voren en buiten bekeken

Het fossiel, holotype BMNH 42997 (tegenwoordig  NHM R 42997), bestaat uit een stuk van een rechterdijbeen, 312 millimeter lang. Het stamt uit het Maastrichtien, maar doordat de vondstomstandigheden niet precies bekend zijn, kan niet vastgesteld worden uit welke laag — doch alle dinosauriërfragmenten uit die locatie die wel nader bepaald konden worden, zijn afkomstig uit het laatste Maastrichtien, 66-65 miljoen jaar oud. In 1892 wees de Belgisch/Nederlandse paleontoloog Johan Casimir Ubaghs een aantal fossiele tanden toe aan  M. bredai, maar die waren hoogstvermoedelijk van mosasauriërs, die in de mariene afzetting zeer veel voorkomender zijn en waarvan de tanden een sterke oppervlakkige gelijkenis vertonen met die van theropoden.
De Duitse paleontoloog Friedrich von Huene besefte echter in 1926, dat het fragment niets met Megalosaurus te doen heeft, een geslacht waar in de 19e eeuw te pas en te onpas alle slecht bekende theropoden aan werden toegeschreven. Von Huene concludeerde dat het ging om een soort binnen de Ornithomimosauria, maar benoemde niet meteen een nieuwe naam: in een publicatie gebruikte hij de omschrijving "Ornithomimidorum [sic] genus b" (in het Latijn: "genus b van de Ornithomimidae"), als tweede van de twee Megalosaurus-soorten die hij bij de Ornithomimidae onderbracht; de eerste was de Belgische M. lonzeensis als "Ornithomimidorum genus a". "Ornithomimidorum" had eigenlijk "Ornithomimidarum" moeten zijn; een tweede probleem is dat sommigen het foutief als een geslachtsnaam geïnterpreteerd hebben: nog steeds duikt die in lijsten op. In 1932 gaf Von Huene echter wel een nieuwe naam, waarbij hij verwees naar zijn eerdere voorlopige aanduiding: Betasuchus — ofwel "B-krokodil" in het Klassiek Grieks.

## Fylogenie
In 1972 bevestigde de Canadese paleontoloog Dale Russell Von Huenes opvatting dat Betasuchus een ornithomimosauride was, maar beschouwde het ook als een nomen vanum: een mislukte naamsverandering. Vaak wordt in de literatuur nog steeds M. bredai gebruikt in plaats van  Betasuchus. De Britse paleontoloog David Norman zette in 1990 Megalosaurus bredai in een lijst met nomina dubia: hij achtte het materiaal te slecht om diagnostisch te zijn, dat wil zeggen: om mogelijk ander materiaal eraan toe te schrijven.
Een jaar later echter meenden de Franse paleontologen Jean le Loeuff en Eric Buffetaut dat Betasuchus tot de Abelisauridae behoorde en nauw verwant was aan Tarascosaurus, een nieuwe soort die zij in 1991 benoemden op basis van eveneens magere botfragmenten. Als argument om  Betasuchus niet als een nomen dubium te beschouwen, verwezen ze naar de, in vergelijking met Tarascosaurus, nauwere hals van de dijbeenkop; een ontbreken van een draaiing daarvan naar voren, het ontbreken van een foramen onder de trochanter minor en een smallere voorkant. Verder meenden ze aan de onderkant van de voorkant van het fragment de aanzet waar te nemen van een kam die geleek op die op het dijbeen van Carnotaurus. Een plaatsing binnen de Ornithomimidae verwierpen ze, gedeeltelijk omdat de vierde trochanter aan de achterkant niet laag geplaatst was, maar ook omdat een identificatie als abelisauride mooi paste bij een aantal andere Europese vondsten uit het Late Krijt. In 2004 plaatsten Tykoski en Rowe Tarascosaurus binnen de Abelisauroidea en als Betasuchus inderdaad een nauwe verwant is, zou het ook een abelisauroïde moeten zijn.
In 1997 concludeerden Carpenter, Russell en  Baird echter iets heel anders, namelijk dat een verwantschap aanwezig was met Dryptosaurus, een tyrannosauroïde. 
Betasuchus is, naast Orthomerus, het enige dinosauriërgeslacht dat benoemd is op grond van resten gevonden in Nederland en, op wat vogelresten na, de enige theropode uit de lagen bij Maastricht.

## Kenmerken
Er is, gezien het gebrek aan gegevens, weinig te zeggen over uiterlijk en levenswijze van de soort, behalve dat het een roofdier was van zo'n vier meter lengte.